# Europamästerskapen i orientering 2014
Europamästerskapen i orientering 2014 arrangerades den 9–16 april 2014 i Palmela, Portugal.

## Medaljörer

### Damer

#### Sprint[2]
1. Judith Wyder  Schweiz 15.29
2. Nadja Volynska  Ukraina 15.31
3. Julia Gross  Schweiz 15.46

#### Medeldistans[3]
1. Signe Søes  Danmark 30.45
2. Maja Alm  Danmark 31.02
3. Tove Alexandersson  Sverige 31.03

#### Långdistans[4]
1. Judith Wyder  Schweiz 1.10.19
2. Svetlana Mironova  Ryssland 1.11.44
3. Catherine Taylor  Storbritannien 1.12.44

#### Stafett[5]
1. Schweiz lag 1 (Julia Gross, Sabine Hauswirth, Judith Wyder) 1.33.00
2. Sverige lag 2 (Lilian Forsgren, Karolin Olsson, Alva Olsson) 1.34.40
3. Ryssland lag 1 (Julia Novikova, Irina Nyberg, Natalia Vinogradova) 1.34.52

### Herrar

#### Sprint[2]
1. Jonas Leandersson  Sverige 14.25
2. Jerker Lysell  Sverige 14.34
3. Martin Hubmann  Schweiz 14.35

#### Medeldistans[6]
1. Daniel Hubmann  Schweiz 32.23
2. Fabian Hertner  Schweiz 32.41
3. Thierry Gueorgiou  Frankrike 33.04

#### Långdistans[4]
1. Daniel Hubmann  Schweiz 1.30.23
2. Olav Lundanes  Norge 1.30.48
3. Fredrik Johansson  Sverige 1.30.50

#### Stafett[5]
1. Sverige lag 1 (Jonas Leandersson, Fredrik Johansson, Gustav Bergman) 1.48.27
2. Tjeckien lag 1 (Jan Petrzela, Vojtech Kraal, Jan Procházka) 1.48.31
3. Frankrike (Frédéric Tranchand, Lucas Basset, Thierry Gueorgiou) 1.49.39